# Piste de La Plagne
Koordinaten: 45° 31′ 18″ N, 6° 40′ 40″ O
Die Piste de La Plagne ist eine Kunsteisbahn für Rennrodeln, Bobsport und Skeleton in der französischen Stadt La Plagne, in der Region Auvergne-Rhône-Alpes.

## Geschichte
Mit der Vergabe der Olympischen Winterspiele 1992 an Albertville im Jahr 1986 musste eine Bob- und Rodelbahn errichtet werden. Im September 1988 begannen hierzu die Bauarbeiten, die im Dezember 1990 abgeschlossen wurden. Anfang 1991 fanden dann die ersten Testwettkämpfe auf der Bahn statt. Für den Bau der Bahn wurden insgesamt 6500 Kubikmeter Beton verwendet. Nach den Olympischen Winterspielen 1992 war die Bahn auch Austragungsort der Skeleton-Weltmeisterschaft 1993 und Europameisterschaft 2015 sowie der Bob-Europameisterschaft 1994 und 2015.
Darüber hinaus finden seit 1992 regelmäßig Weltcup-Rennen in allen drei Sportarten auf der Bahn statt.

## Bahnrekorde
| Disziplin                 | Nation/Athleten                                            | Datum            | Zeit        |
| ------------------------- | ---------------------------------------------------------- | ---------------- | ----------- |
| Bob – Mono Frauen         | Kaysha Love                                                | 9. Dezember 2023 | 1:03,79 min |
| Bob – Zweier Frauen       | Laura Nolte & Deborah Levi                                 | 11. Januar 2020  | 1:00,67 min |
| Bob – Zweier Männer       | Christoph Langen & Thomas Platzer                          | Dezember 1998    | 58,68 s     |
| Bob – Vierer Männer       | Christoph Langen, Marko Jacobs, Thomas Platzer & Sven Rühr | Dezember 1998    | 57,31 s     |
| Rodeln – Einsitzer Männer | Markus Prock                                               | Dezember 1995    | 45,176 s    |
| Rodeln – Einsitzer Frauen | Angelika Neuner                                            | Dezember 1995    | 45,277 s    |
| Rodeln – Doppelsitzer     | Patric Leitner & Alexander Resch                           | 14. Februar 2004 | 49,279 s    |
| Skeleton – Frauen         | Jelena Nikitina                                            | 10. Januar 2020  | 1:01,35 min |
| Skeleton – Männer         | Alexander Tretjakow                                        | Januar 2020      | 59,28 s     |